# Mirror of Souls
Mirror of Souls è il secondo album dei Theocracy, pubblicato nel 2008 per l'etichetta discografica Ulterium Records.

## Tracce
Testi e musiche di Matt Smith.
1. A Tower of Ashes – 4:44
2. On Eagles Wings – 4:11
3. Laying the Demon to Rest – 9:37
4. Bethlehem – 5:51
5. Absolution Day – 6:46
6. The Writing in the Sand – 6:43
7. Martyr – 7:39
8. Mirror of Souls – 22:26
9. Wages of Sin (Bonus track dell'edizione giapponese) – 3:25

## Formazione
- Matt Smith - voce, chitarra, basso, tastiere
- Jonathan Hinds - chitarra, voce
- Shawn Benson - batteria, voce